# 52-я ракетная дивизия
52-я ракетная Тарнопольско-Берлинская орденов Богдана Хмельницкого II степени и Красной Звезды дивизия (Войсковая часть 54090) — ракетная дивизия, находившаяся в составе 31-й ракетной армии Ракетных войск стратегического назначения, дислоцировалась в ЗАТО Звёздный (до 1993 года г. Пермь-76 — в 4-х км от п. Бершеть) Пермской области.
Годовой праздник дивизии — 27 июня.

## История
В мае 1960 года на основании директивы МО СССР, на базе 1170-го и 1208-го зенитных артиллерийских полков 97-й зенитно-артиллерийской Тарнопольско-Берлинской орденов Богдана Хмельницкого и Красной Звезды дивизии Резерва Верховного Главного командования (до 1955 года называвшейся 23-я зенитно-артиллерийская Тарнопольско-Берлинская орденов Богдана Хмельницкого и Красной Звезды дивизия), 35-й школы ВВС и 15-го учебного танкового полка, в составе 24-го учебного артиллерийского полигона, с 10 марта 1961 года переформированного в  5-й отдельный ракетный корпус, была сформирована 206-я ракетная бригада.
С октября 1960 года начата переподготовка личного состава в учебных центрах и на полигонах на переходный ракетный комплекс с королёвской ракетой Р-2 с проведением учебно-боевых пусков.
15 мая 1961 года, в соответствии с директивой министра обороны СССР № ОРГ/9/59215 от 5 апреля 1961 года и директивой главнокомандующего РВСН от 13 апреля 1961 года № 644674  206-я ракетная бригада  переформирована в  52-ю ракетную дивизию . К 30 мая 1961 года было сформировано управление дивизии с местом дислокации в 4-х км от посёлка Бершеть Пермской области. Формирование ракетной дивизии завершено 27 июня 1961 года. Приказом МО СССР № 0052 от 06.06.1961г. 27 июня установлен как ежегодный праздник дивизии.  Дивизии были переданы почётное наименование и награды  97-й зенитно-артиллерийской дивизии .
22 августа 1961 г. вступил в командование первый командир дивизии полковник Иванов З.Т.
В декабре 1961 года первая боевая стартовая позиция (БСП) была сдана в эксплуатацию.
9 марта 1962 года 52-й ракетной дивизии были вручены Знамя и грамота Президиума Верховного Совета СССР о вручении Знамени 23 ЗенАД (97 ЗенАД), подписанная 18 апреля 1950 года. С этого времени полное название дивизии звучало так: «52 ракетная Тарнопольско-Берлинская орденов Богдана Хмельницкого и Красной Звезды дивизия».
13 марта 1962 года первый дивизион с Р-16 встал на боевое дежурство (БД). В 1963 году в штат дивизии введён командный пункт (КП). К 1965 году была сдана в эксплуатацию последняя БСП Р-16.
В 1963 году вышло постановление Совета Министров СССР о строительстве в позиционном районе дивизии шахтных пусковых установок (ШПУ) ракетного комплекса УР-100 типа «ОС» («отдельные старты»).
В мае (по другим сведениям - в марте) 1964 года изменилась организационно-штатная структура дивизионов Р-16 — на их базе созданы отдельные ракетные полки (БСП-1, БСП-2, БСП-11, БСП-12, БСП-21, БСП-22). 16 января 1964 года боевой расчёт войсковой части № 34141 на полигоне выполнил первый учебно-боевой пуск Р-16.
В 1965 году дивизия начала перевооружение на ракетный комплекс УР-100 (SS-11).
24 ноября 1966 года первый полк типа «ОС» с МБР 8К84 заступил на боевое дежурство.
В 1967 году КП дивизии и полков были оснащены автоматизированной аппаратурой боевого управления и связи. В 1968 году в состав КП введена засекречивающая аппаратура связи.
В апреле 1970 года дивизия вошла в состав 31-й ракетной армии. К концу 1970 года заступил на БД последний, восьмой полк с ракетным комплексом УР-100. В 1971 году дивизия была оснащена системами космической и спутниковой связи.
К 1975 году ракетные полки дивизии прошли перевооружение на модернизированный ракетный комплекс типа «ОС» с ракетой 15А20. С 1976 года начат демонтаж БСП ракет группового старта Р-16, последние ШПУ были демонтированы в 1978 году.
С 1988 по 1991 годы дивизия перевооружалась на БЖРК, параллельно снимались с боевого дежурства ракетные комплексы типа «ОС». 22 апреля 1989 года первым в дивизии заступил на БД 161-й ракетный полк БЖРК. К 1991 году все четыре полка БЖРК несли боевое дежурство.
К 1995 году все ШПУ ракет УР-100К были сняты с боевого дежурства.
В связи с истечением в 1996-1997 годах гарантийных сроков эксплуатации ракетного вооружения БЖРК, для комплексной оценки состояния систем и агрегатов ракет 26 ноября 1996 года с железнодорожной пусковой установки 161-го ракетного полка на космодроме Плесецк выполнен учебно-боевой пуск ракеты РТ-23 УТТХ с десятилетним сроком эксплуатации. По результатам успешного пуска сроки эксплуатации комплекса были продлены ещё на 5 лет (до 2002 года).
В 2002 году 52-я ракетная дивизия была расформирована, а на её основе 1 декабря 2002 года создана  1328-я база хранения и перегрузки элементов БЖРК  (в/ч 12264).
1 сентября 2007 года в соответствии с директивой Министра обороны России от 28 ноября 2006 года № 030 1328-я база хранения и перегрузки элементов БЖРК была расформирована.
Максимально в дивизии насчитывалось 80 ШПУ МБР типа УР-100 (8 ракетных полков по 10 ШПУ) и 12 МБР РТ-23 УТТХ железнодорожного базирования (4 ракетных полка; 1 БЖРК с 3 ракетами в полку).

## Состав

### Первоначальный состав
- 721-й ракетный  полк, в/ч 44097, позывной – «Верховой»;
- 723-й ракетный Дрезденский полк, в/ч 34131, позывной – «Клёпка»;
- 730-й Львовский ордена Кутузова 2-й степени ракетный полк, в/ч 54300, позывной – «Графолог»;
- 734-й ракетный Краснознамённый ордена Александра Невского полк, в/ч 44170, позывной – «Мегера», «Хризантема».

### Состав в 1964 году
- 721-й ракетный полк без вооружения;
- 723-й ракетный полк с 2-мя ПУ Р-16;
- 730-й ракетный полк с 2-мя ПУ Р-16;
- 734-й ракетный полк без вооружения;
- 589-й ракетный полк, в/ч 12419, позывной – «Белоус», с 3-мя ШПУ Р-16;
- 176-й ракетный полк, в/ч 07392), позывной – «Алхимик», с 2-мя ПУ Р-16;
- 684-й ракетный полк, в/ч 57341, позывной – «Деловой», с 2-мя ПУ Р-16;
- 811-й ракетный полк, в/ч 68532), позывной –«Ежовый», с 2-мя ПУ Р-16.

В 1966 году сформированы новые 608-й и 598-й ракетные полки. Кроме того, в Бершеть передислоцирован сформированный в Свободном (Амурская область) и невостребованный там 263-й ракетный полк.

### Состав в 1972 году
- 589-й ракетный полк с 4-мя ПУ Р-16 и 3-мя ШПУ Р-16;
- 811-й ракетный полк с 6-ю ПУ Р-16;
- 721-й ракетный полк с 10-ю ШПУ УР-100;
- 598-й ракетный полк, в/ч 52635, позывной – «Журавль», с 10-ю ШПУ УР-100;
- 608-й ракетный полк, в/ч 69777, позывной – «Заплыв», с 10-ю ШПУ УР-100;
- 263-й ракетный полк с 10-ю ШПУ УР-100, в/ч 29440, позывной – «Мебельщик»;
- 730-й ракетный полк с 10-ю ШПУ УР-100;
- 684-й ракетный полк с 10-ю ШПУ УР-100;
- 176-й ракетный полк с 110-ю ШПУ УР-100;
- 723-й ракетный полк с 10-ю ШПУ УР-100.

Всего 80 ШПУ УР-100, 10 ПУ Р-16 и 3 ШПУ Р-16.

### Состав в 1984 году
- 721-й ракетный полк с 10-ю ШПУ УР-100К;
- 598-й ракетный полк с 10-ю ШПУ УР-100К;
- 608-й ракетный полк с 10-ю ШПУ УР-100К;
- 263-й ракетный полк с 10-ю ШПУ УР-100К;
- 730-й ракетный полк с 10-ю ШПУ УР-100К;
- 684-й ракетный полк с 10-ю ШПУ УР-100К;
- 176-й ракетный полк с 110-ю ШПУ УР-100К;
- 723-й ракетный полк с 10-ю ШПУ УР-100.

Всего 60 ШПУ УР-100К.
В 1989-1991 гг. расформированы 608-й и 684-й ракетные полки. Личный состав этих полков, по-видимому, использован при формировании новых ракетных полков, вооружённых БЖРК РТ-23 (SS-24).

### Состав в 1992 году
- 598-й ракетный полк с 10-ю ШПУ УР-100К;
- 263-й ракетный полк с 10-ю ШПУ УР-100К;
- 730-й Львовский ордена Кутузова 2 -й степени ракетный полк с 10-ю ШПУ УР-100К;
- 176-й ракетный полк с 10-ю ШПУ УР-100К;
- 723-й ракетный полк с 10-ю ШПУ УР-100К;
- 223-й ракетный полк, в/ч 46177, позывной – «Графический», с тремя ПУ БЖРК РТ-23УТТХ;
- 174-й ракетный полк, в/ч 51101, позывной – «Шкодник», с тремя ПУ БЖРК РТ-23УТТХ;
- 161-й ракетный полк, в/ч 52941, позывной – «Натяжка», с тремя ПУ БЖРК РТ-23УТТХ;
- 721-й ракетный  полк, в/ч 44097, позывной – «Верховой» с тремя ПУ  БЖРК РТ-23УТТХ.

Всего 50 ШПУ УР-100К и 12 ПУ БЖРК РТ-23УТТХ.

## Пуски ракет
| Перечень учебно-боевых пусков формирований 52-й ракетной дивизии | Перечень учебно-боевых пусков формирований 52-й ракетной дивизии | Перечень учебно-боевых пусков формирований 52-й ракетной дивизии | Перечень учебно-боевых пусков формирований 52-й ракетной дивизии | Перечень учебно-боевых пусков формирований 52-й ракетной дивизии | Перечень учебно-боевых пусков формирований 52-й ракетной дивизии | Перечень учебно-боевых пусков формирований 52-й ракетной дивизии |
| № пуска                                                          | Дата и время                                                     | Оценка                                                           | Тип РК                                                           | Место старта                                                     | Примечание                                                       |                                                                  |
| ---------------------------------------------------------------- | ---------------------------------------------------------------- | ---------------------------------------------------------------- | ---------------------------------------------------------------- | ---------------------------------------------------------------- | ---------------------------------------------------------------- | ---------------------------------------------------------------- |
| 1                                                                | 14 июня 1961                                                     | нет данных                                                       | Р-2                                                              | Капустин Яр                                                      |                                                                  |                                                                  |
| 2                                                                | 19 июня 1961                                                     | нет данных                                                       | Р-2                                                              | нет данных                                                       |                                                                  |                                                                  |
| 3                                                                | 14 июля 1961                                                     | нет данных                                                       | Р-2                                                              | нет данных                                                       |                                                                  |                                                                  |
| 4                                                                | 28 июля 1961                                                     | нет данных                                                       | Р-2                                                              | нет данных                                                       |                                                                  |                                                                  |
| 5                                                                | 17 октября 1962                                                  | хорошо                                                           | Р-16                                                             | Тюра-Там                                                         |                                                                  |                                                                  |
| 6                                                                | 30 марта 1965                                                    | отлично                                                          | Р-16                                                             | Тюра-Там                                                         |                                                                  |                                                                  |
| 7                                                                | 29 марта 1966                                                    | удовлетворительно                                                | Р-16                                                             | Плесецк                                                          |                                                                  |                                                                  |
| 8                                                                | 27 сентября 1966                                                 | отлично                                                          | Р-16                                                             | Тюра-Там                                                         |                                                                  |                                                                  |
| 9                                                                | 13 декабря 1966                                                  | отлично                                                          | Р-16                                                             | Плесецк                                                          |                                                                  |                                                                  |
| 10                                                               | 26 мая 1967                                                      | отлично                                                          | Р-16                                                             | Плесецк                                                          |                                                                  |                                                                  |
| 11                                                               | 15 июля 1967                                                     | отлично                                                          | Р-16                                                             | Тюра-Там                                                         |                                                                  |                                                                  |
| 12                                                               | 3 декабря 1967                                                   | хорошо                                                           | Р-16                                                             | Плесецк                                                          |                                                                  |                                                                  |
| 13                                                               | 25 мая 1968                                                      | отлично                                                          | Р-16                                                             | Плесецк                                                          |                                                                  |                                                                  |
| 14                                                               | 16 июля 1968                                                     | отлично                                                          | Р-16                                                             | Тюра-Там                                                         |                                                                  |                                                                  |
| 15                                                               | 10 июля 1968                                                     | хорошо                                                           | УР-100                                                           | Тюра-Там                                                         |                                                                  |                                                                  |
| 16                                                               | 10 июля 1968                                                     | отлично                                                          | УР-100                                                           | Пермь-76                                                         |                                                                  |                                                                  |
| 17                                                               | 27 марта 1969                                                    | отлично                                                          | Р-16                                                             | Плесецк                                                          |                                                                  |                                                                  |
| 18                                                               | 28 января 1969                                                   | хорошо                                                           | УР-100                                                           | Тюра-Там                                                         |                                                                  |                                                                  |
| 19                                                               | 7 февраля 1970                                                   | отлично                                                          | Р-16                                                             | Тюра-Там                                                         |                                                                  |                                                                  |
| 20                                                               | 28 мая 1970                                                      | хорошо                                                           | Р-16                                                             | Тюра-Там                                                         |                                                                  |                                                                  |
| 21                                                               | 1 августа 1970                                                   | хорошо                                                           | Р-16                                                             | Тюра-Там                                                         |                                                                  |                                                                  |
| 22                                                               | 26 июня 1970                                                     | отлично                                                          | УР-100                                                           | Тюра-Там                                                         |                                                                  |                                                                  |
| 23                                                               | 11 ноября 1970                                                   | отлично                                                          | УР-100                                                           | Пермь-76                                                         |                                                                  |                                                                  |
| 24                                                               | 29 июня 1971                                                     | хорошо                                                           | Р-16                                                             | Плесецк                                                          |                                                                  |                                                                  |
| 25                                                               | 16 июня 1971                                                     | отлично                                                          | УР-100                                                           | Пермь-76                                                         |                                                                  |                                                                  |
| 26                                                               | 19 февраля 1972                                                  | хорошо                                                           | Р-16                                                             | Тюра-Там                                                         |                                                                  |                                                                  |
| 27                                                               | 11 сентября 1981                                                 | отлично                                                          | УР-100К                                                          | Пермь-76                                                         |                                                                  |                                                                  |
| 28                                                               | 11 июня 1982                                                     | отлично                                                          | УР-100К                                                          | Пермь-76                                                         |                                                                  |                                                                  |
| 29                                                               | 25 мая 1984                                                      | отлично                                                          | УР-100К                                                          | Пермь-76                                                         |                                                                  |                                                                  |
| 30                                                               | 6 июня 1986                                                      | отлично                                                          | УР-100К                                                          | Пермь-76                                                         |                                                                  |                                                                  |
| 31                                                               | 21 января 1987                                                   | отлично                                                          | УР-100К                                                          | Пермь-76                                                         |                                                                  |                                                                  |
| 32                                                               | 22 февраля 1989                                                  | отлично                                                          | УР-100К                                                          | Пермь-76                                                         |                                                                  |                                                                  |
| 33                                                               | 15 сентября 1989                                                 | отлично                                                          | УР-100К                                                          | Пермь-76                                                         |                                                                  |                                                                  |
| 34                                                               | 17 июля 1990                                                     | отлично                                                          | УР-100К                                                          | Пермь-76                                                         |                                                                  |                                                                  |
| 35                                                               | 28 ноября 1996                                                   | отлично                                                          | РТ-23 УТТХ                                                       | Плесецк                                                          | 161-й рп Цель: продление сроков эксплуатации РК                  |                                                                  |

## Командование
- С 22 июля 1961 по 1 апреля 1966 года — полковник (позднее генерал-майор) Иванов З. Т.
- С 1 апреля 1966 по 7 мая 1969 года — полковник Паршин П. С.
- С 7 мая 1969 года по 26 февраля 1973 года — генерал-майор Кабанов П. И.
- С 26 февраля 1973 по 20 сентября 1976 года — генерал-майор Друкарев А. А.
- С 20 сентября 1976 по 20 декабря 1980 года — генерал-майор Козлов В. А.
- С 20 декабря 1980 по 21 июня 1984 года — генерал-майор Белоусов В. В.
- С 21 июня 1984 по 29 июня 1989 года — генерал-майор Балаболкин И. М.
- С 29 июня 1989 по 4 ноября 1993 года — генерал-майор Кириллов Ю. Ф.
- С 4 ноября 1993 по 16 июня 1999 года — генерал-майор Субботин А. Г.
- С 16 июня 1999 по 30 ноября 2002 года — генерал-майор Синенко Б. В.

## Вооружение
В различные годы на основном вооружении дивизии стояли ракетные комплексы:
- В 1962—1976 гг. — Р-16У (8К64У)
- В 1966—1975 гг. — УР-100 (8К84)
- В 1974—1994 гг. — УР-100К (15А20)
- В 1989—2002 гг. — БЖРК РТ-23УТТХ (15Ж61)

## Галерея
Ниже представлены фотографии типового БЖРК:

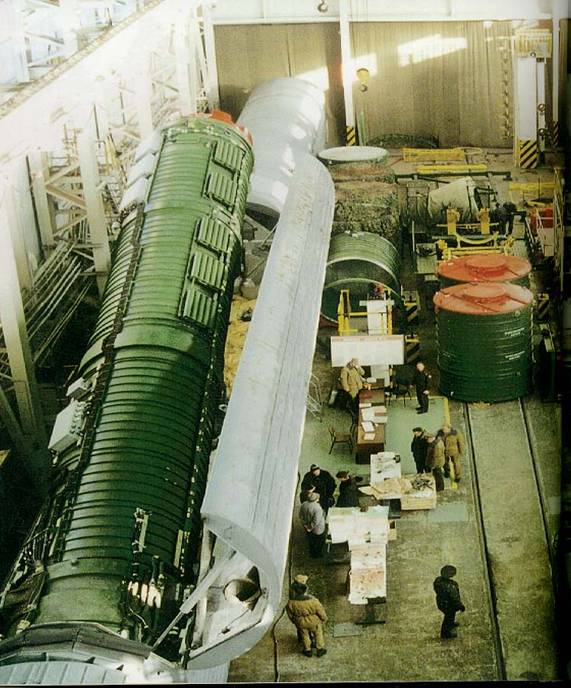
Вагон-пусковая установка с открытой крышей и приподнятым ТПК
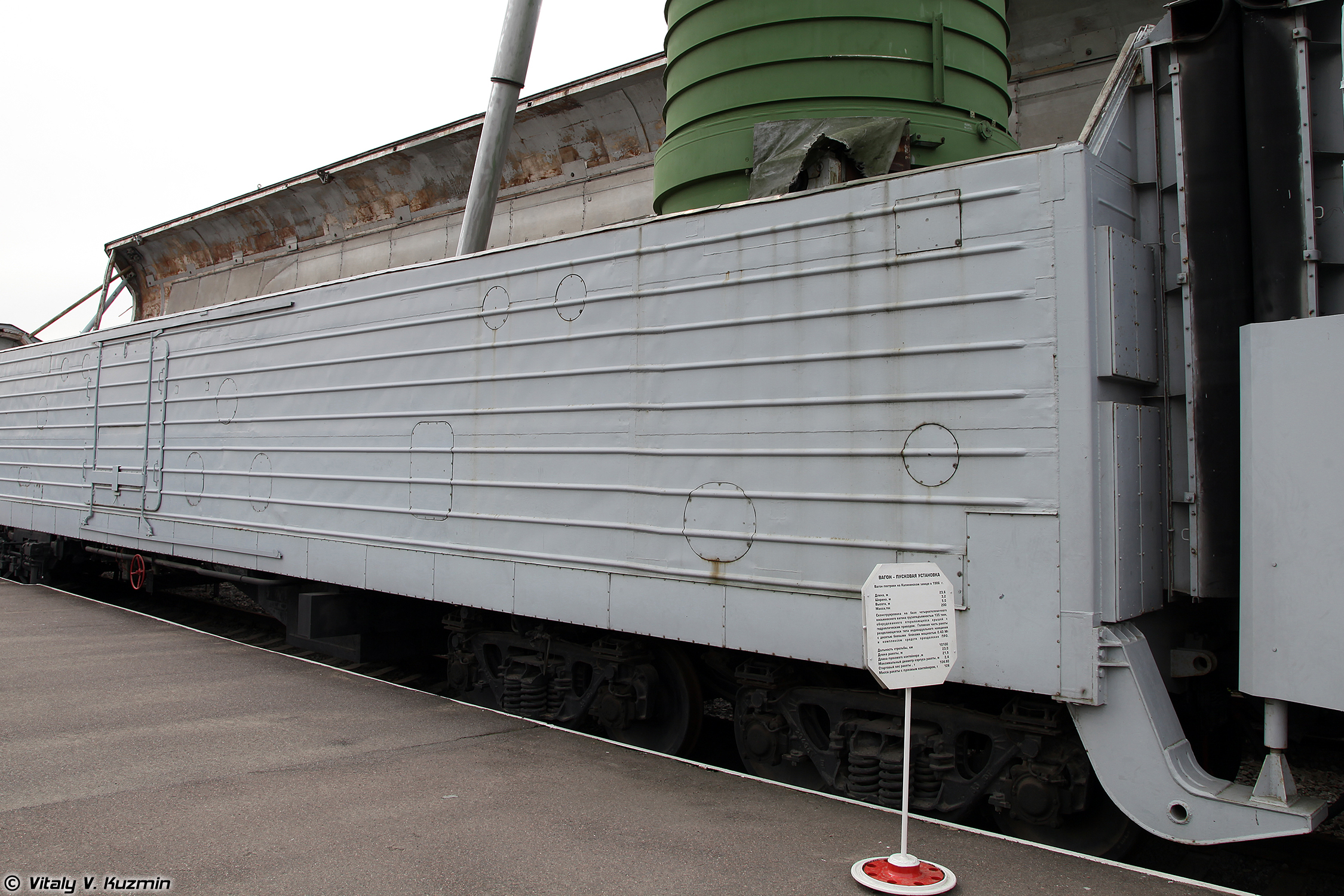
8-осный вагон.
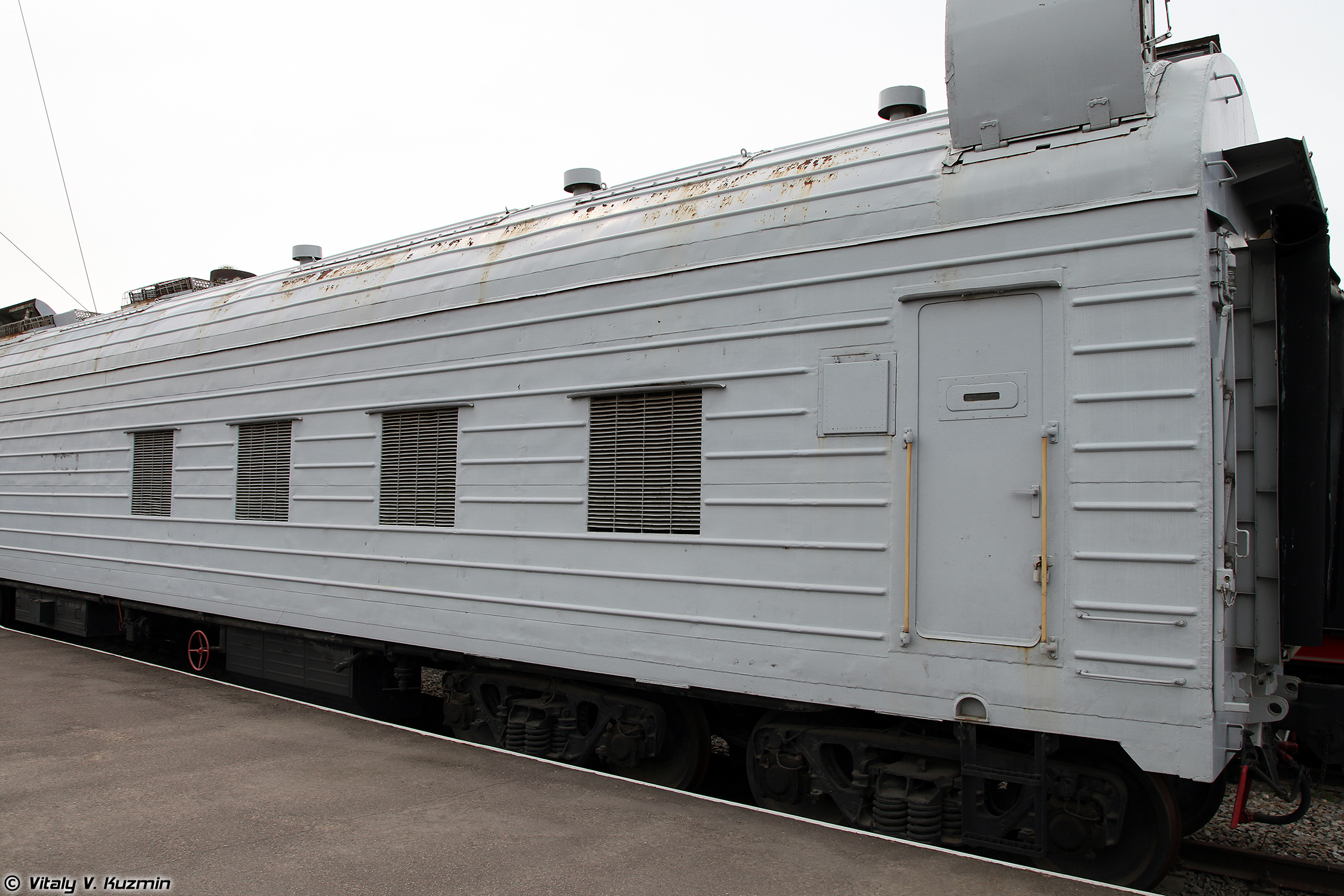
Один из вагонов обеспечения.
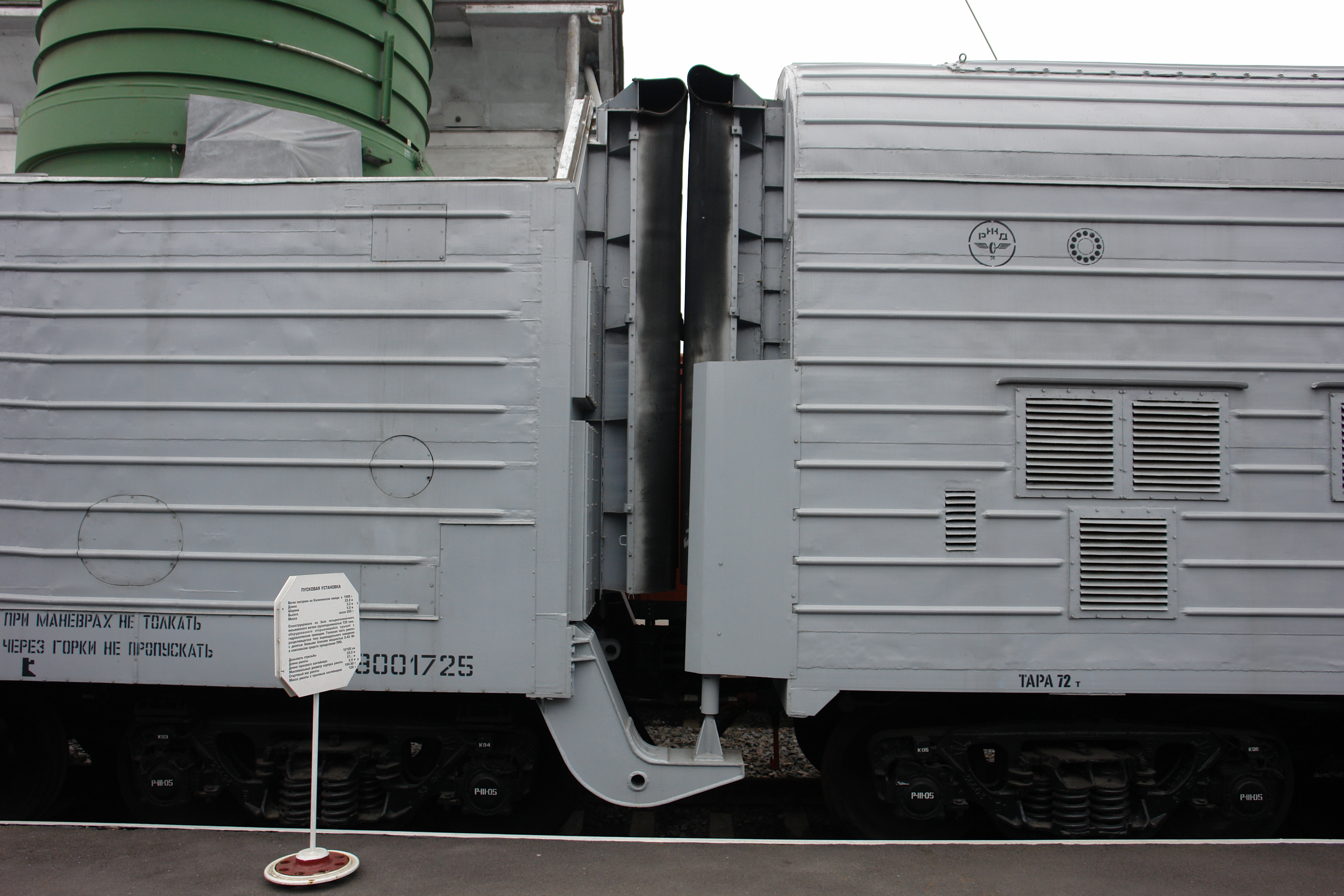
Система разгрузки веса на соседние вагоны.
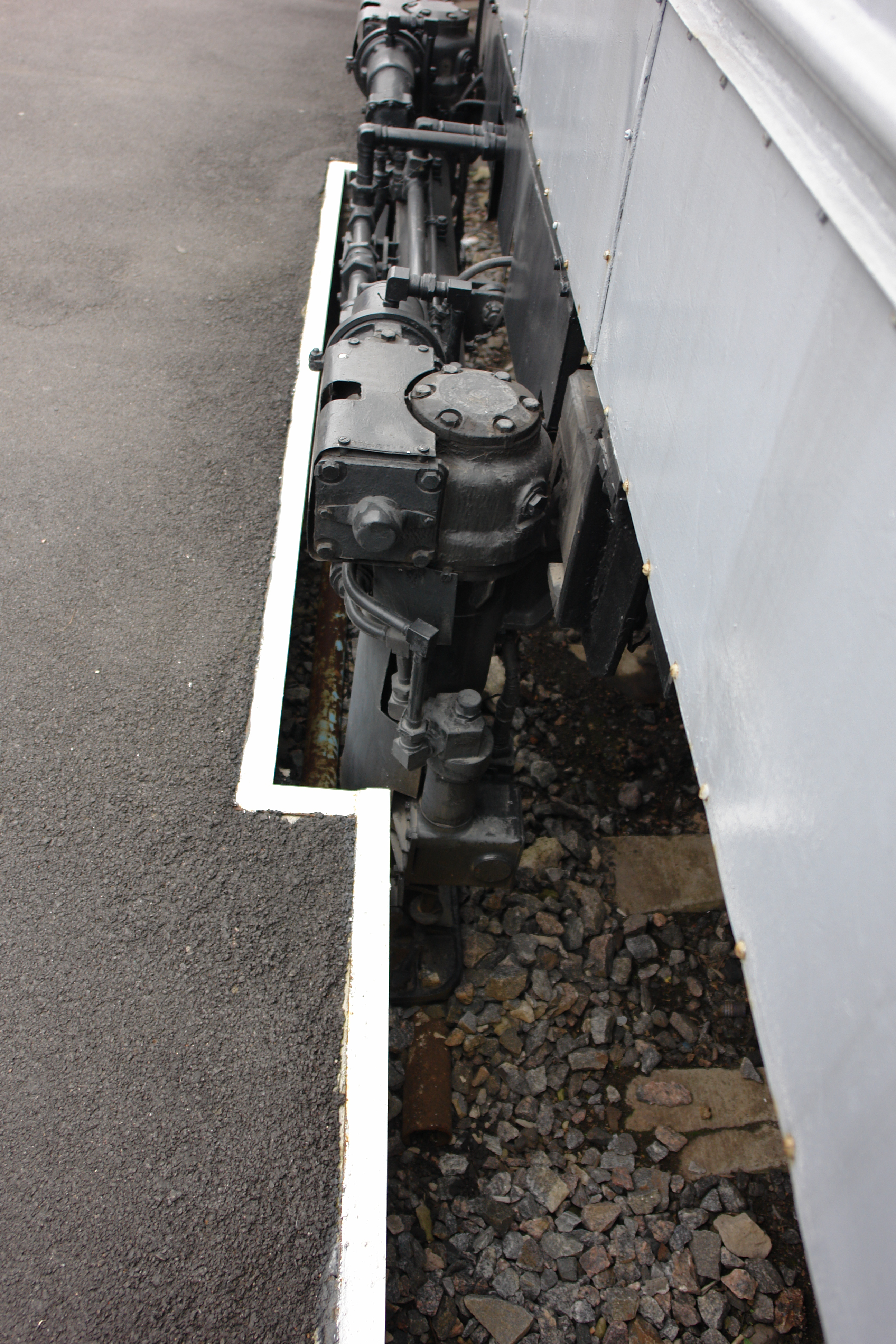
Боковые выдвижные опоры.
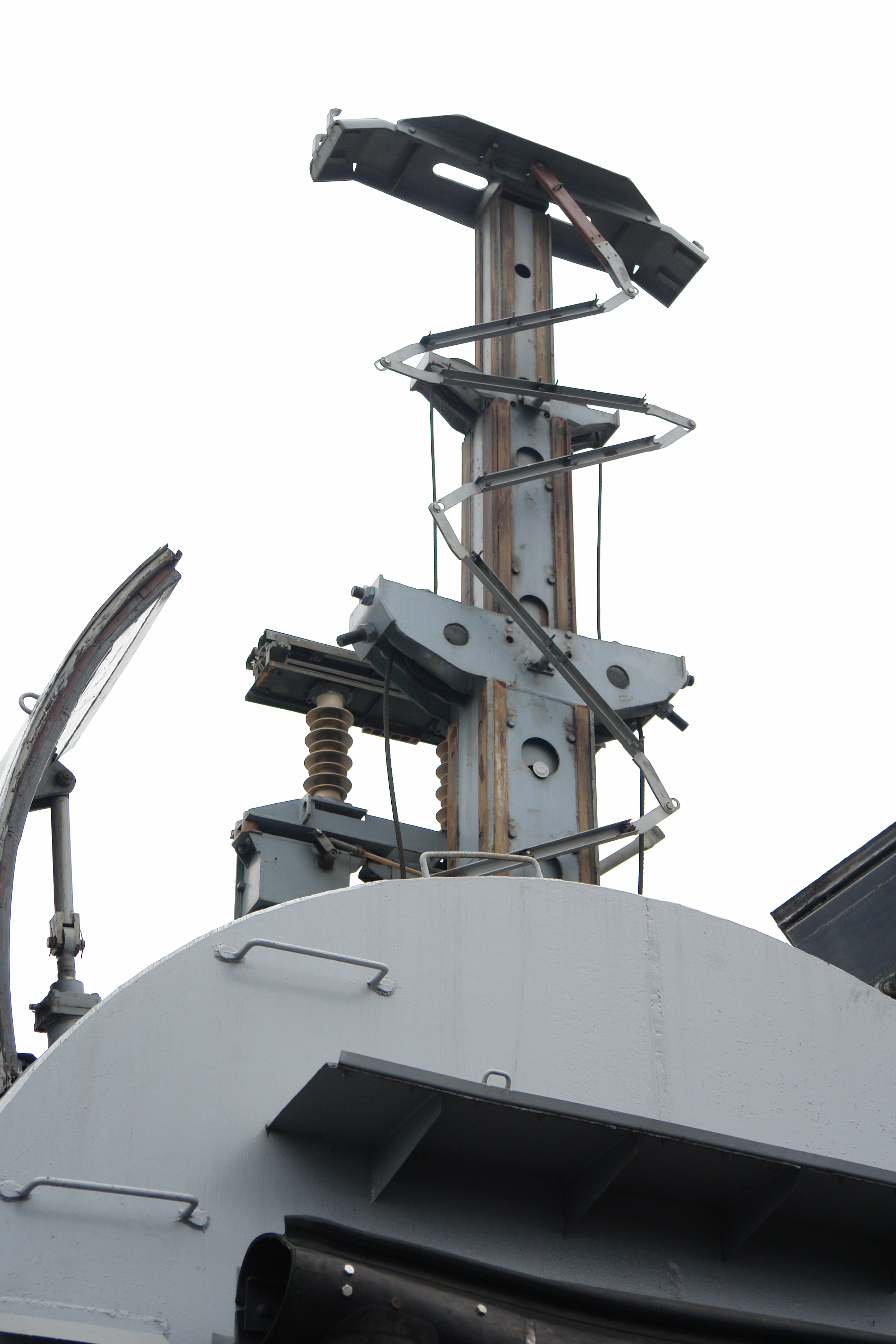
Устройство отведения и закорачивания контактной сети.
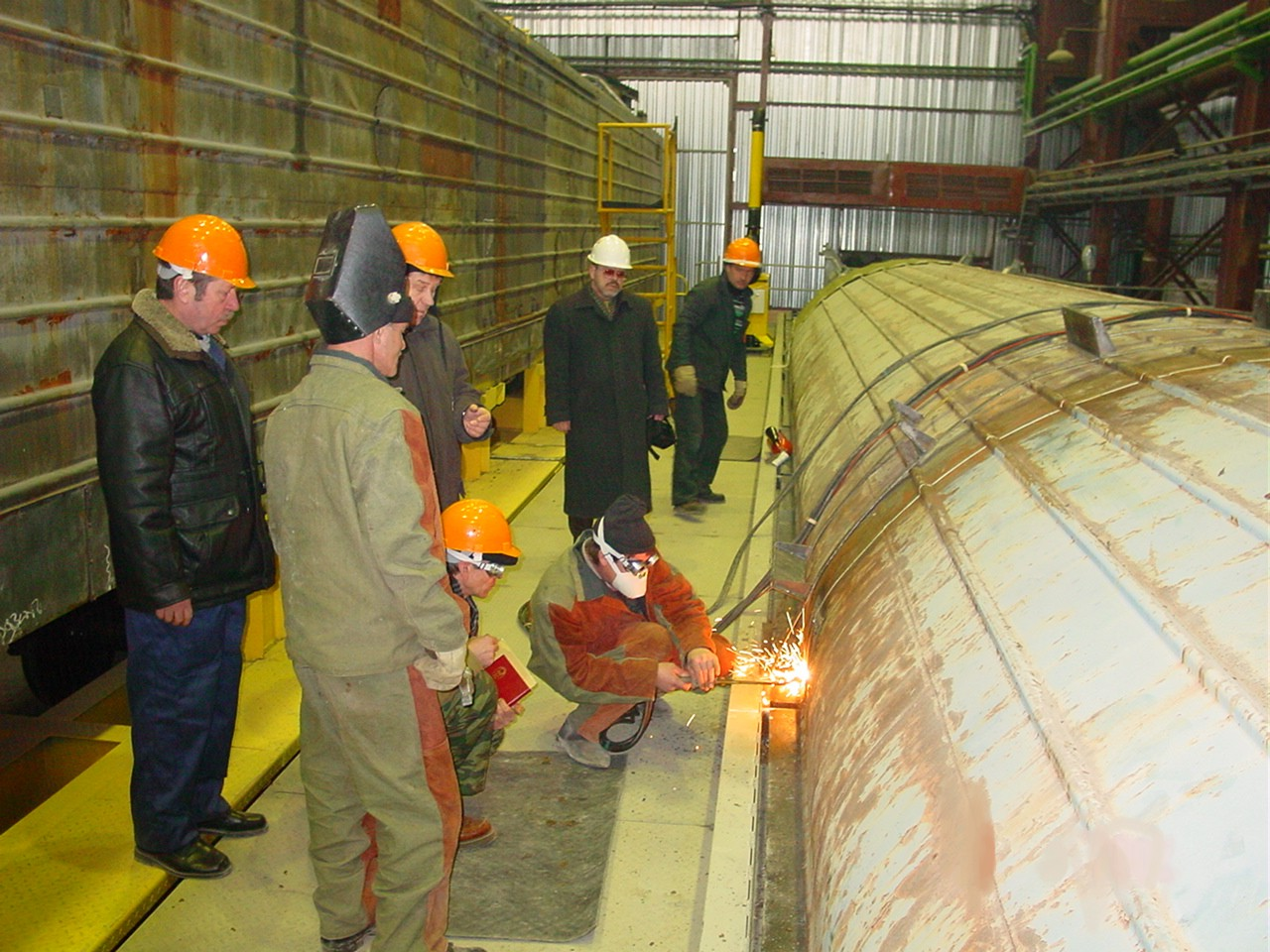
Утилизация на металлолом.